# Japánnaspolya
A japánnaspolya (Eriobotrya japonica) a rózsavirágúak (Rosales) rendjébe, ezen belül a rózsafélék (Rosaceae) családjába tartozó faj.
Az Eriobotrya rózsanemzetség típusfaja.

## Előfordulása
A japánnaspolya eredeti előfordulási területe nem ismert pontosan, azonban nagy valószínűséggel Kína lehetett. Kína dombos vidékétől egészen eme ország déli felének középső részéig élhetett természetes állapotban. Ezt a gyümölcsfát már 1000 év óta termesztik Japánban - valószínűleg emiatt japánnaspolya a növény neve. A köznapi nevében a „naspolya” megnevezés a naspolya (Mespilus) nemzetségből ered, ahová korábban be volt sorolva. Manapság az egész világon termesztik gyümölcs- és díszfaként.

## Megjelenése
A szóban forgó növény örökzöld cserje vagy kisebb fa. Lombkoronája kerek, törzse rövid és a friss ágai gyapjasak. A fa magassága 5-10 méter is lehet, azonban általában, csak 3-4 méter. Levelei váltakozva ülnek, egyszerűek, 10-25 centiméter hosszúak, sötétzöld színűek, kemények és bőrszerű tapintásúak. A levelek széle fűrészes és sűrűn szőrös. Vastag sárgásbarna kiemelkedések láthatók rajtuk. A fiatal levelek felső felén, még sűrűbbek ezek a kiemelkedések, azonban a kor haladtával a kiemelkedések megritkulnak. A virágai kicsik, csak 2 centiméter átmérőjűek és 5 szirmúak. A szirmok fehérek. A virágok hármasával, tízesével bugavirágzatokat alkotnak. A gyümölcs ennek megfelelően fürtökben terem; oválisabb körtére emlékeztet. A 3-5 centiméteres gyümölcs kívül sima tapintású és sárga vagy narancssárga, néha vöröses színű. Belül fehér; az íze édes, termesztett változattól függően többé-kevésbé savas. A gyümölcsben általában 3-5 mag ül, de néha 1 vagy akár 10 is lehet. A virágzási ideje ősszel és kora télen van; a gyümölcsök kora tavasztól egészen kora nyárig érnek meg.

## Felhasználása
Ezt a növényfajt világszerte termesztik. Több mint 800 termesztett változatát alakították ki; ezek közül a legkedveltebbek, a 'Gold Nugget' és a 'Mogi' változatok. Habár főleg szubtrópusi növény, a mérsékelt övön díszfaként tartható. A gyümölcse ehető vagy alkoholos italok, például gyengébb borok vagy likőrök készítéséhez használható. A friss levelei és magvai enyhén mérgezőek.

## Képek

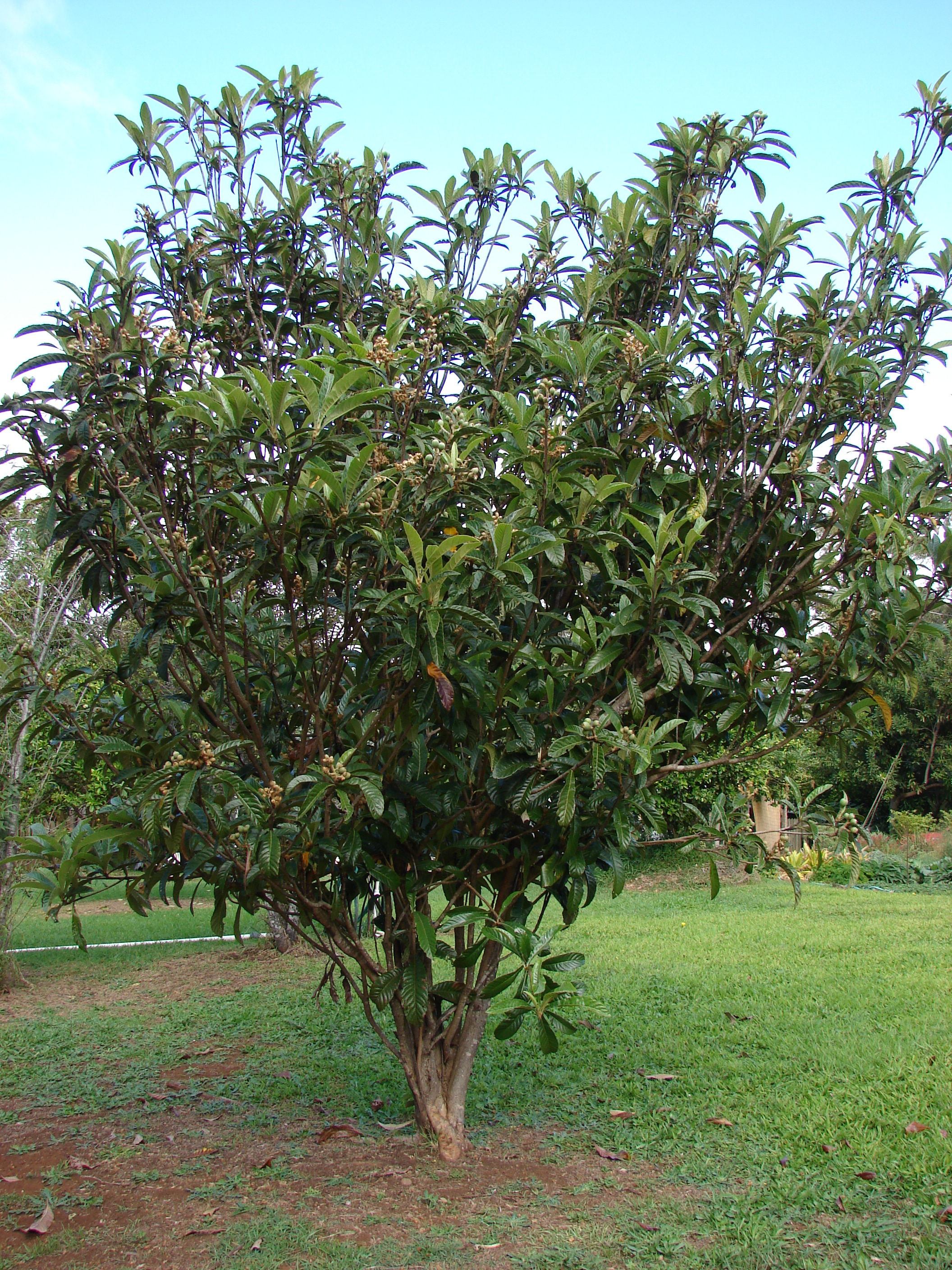
A növény
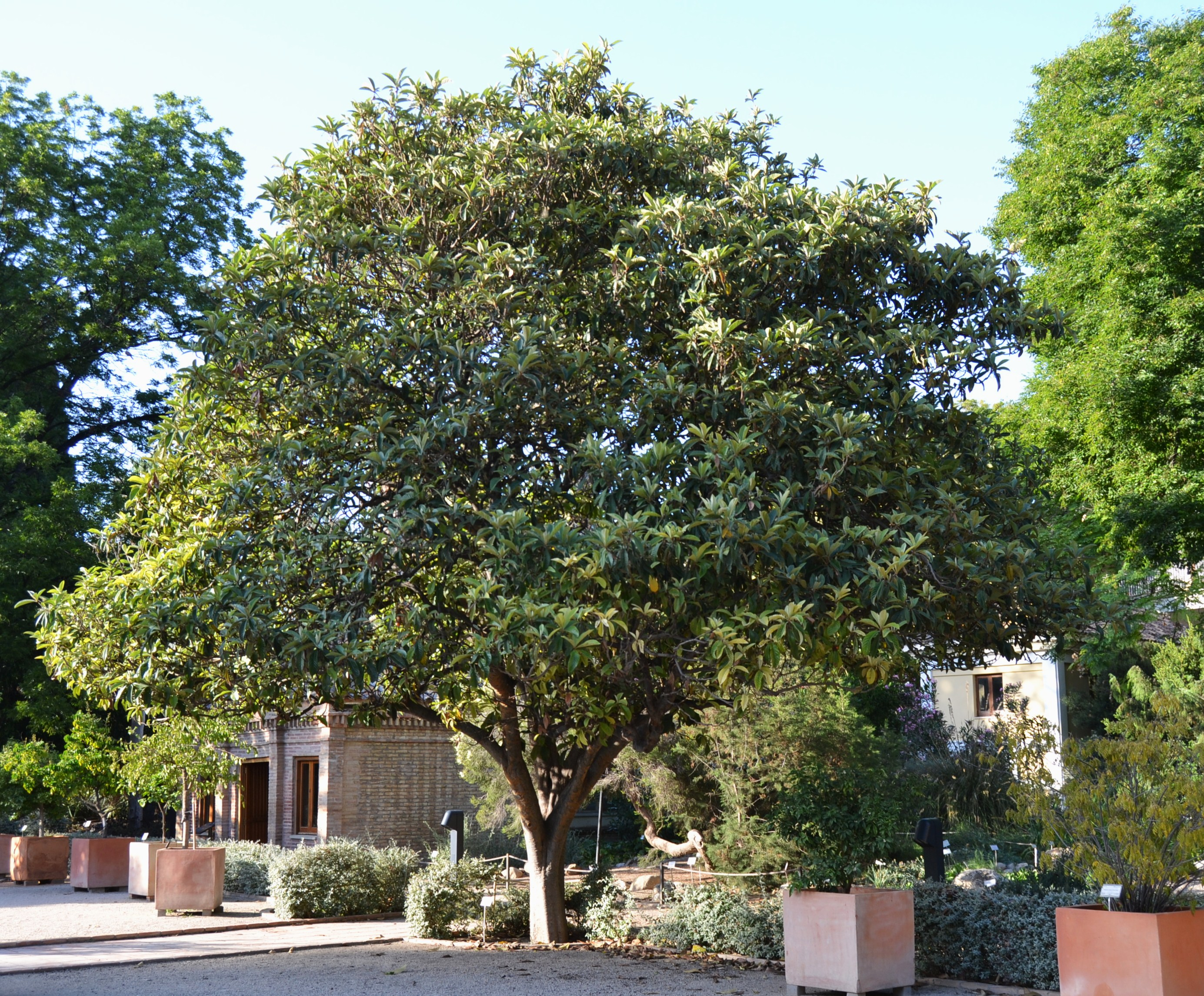
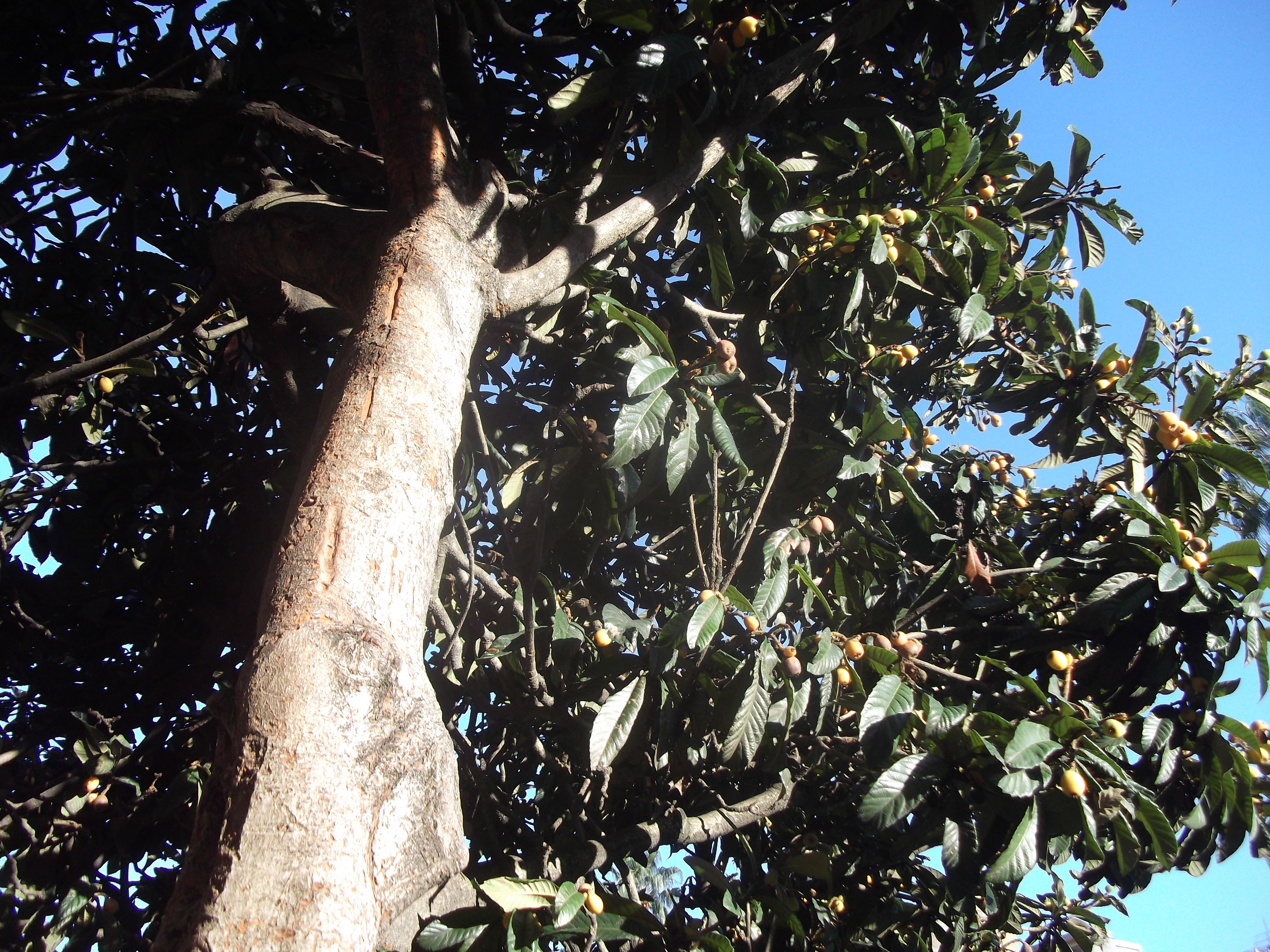
Törzse
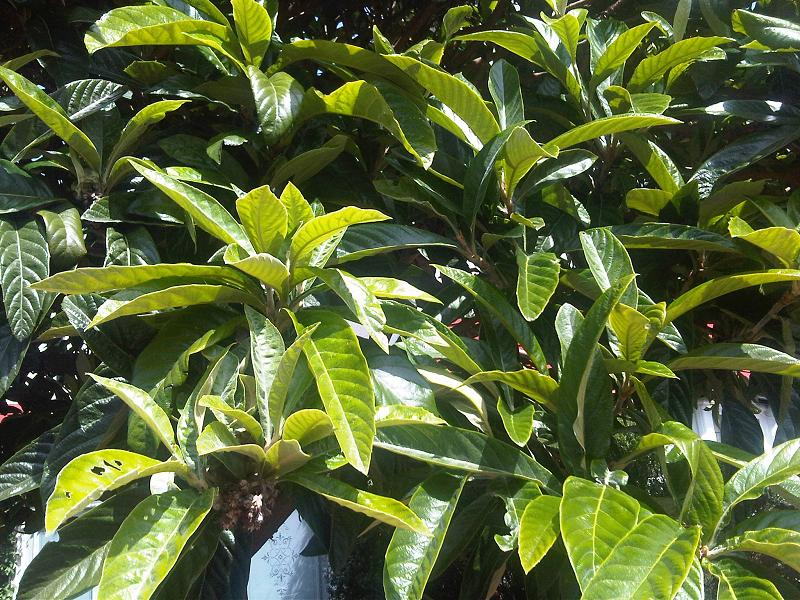
Levelei
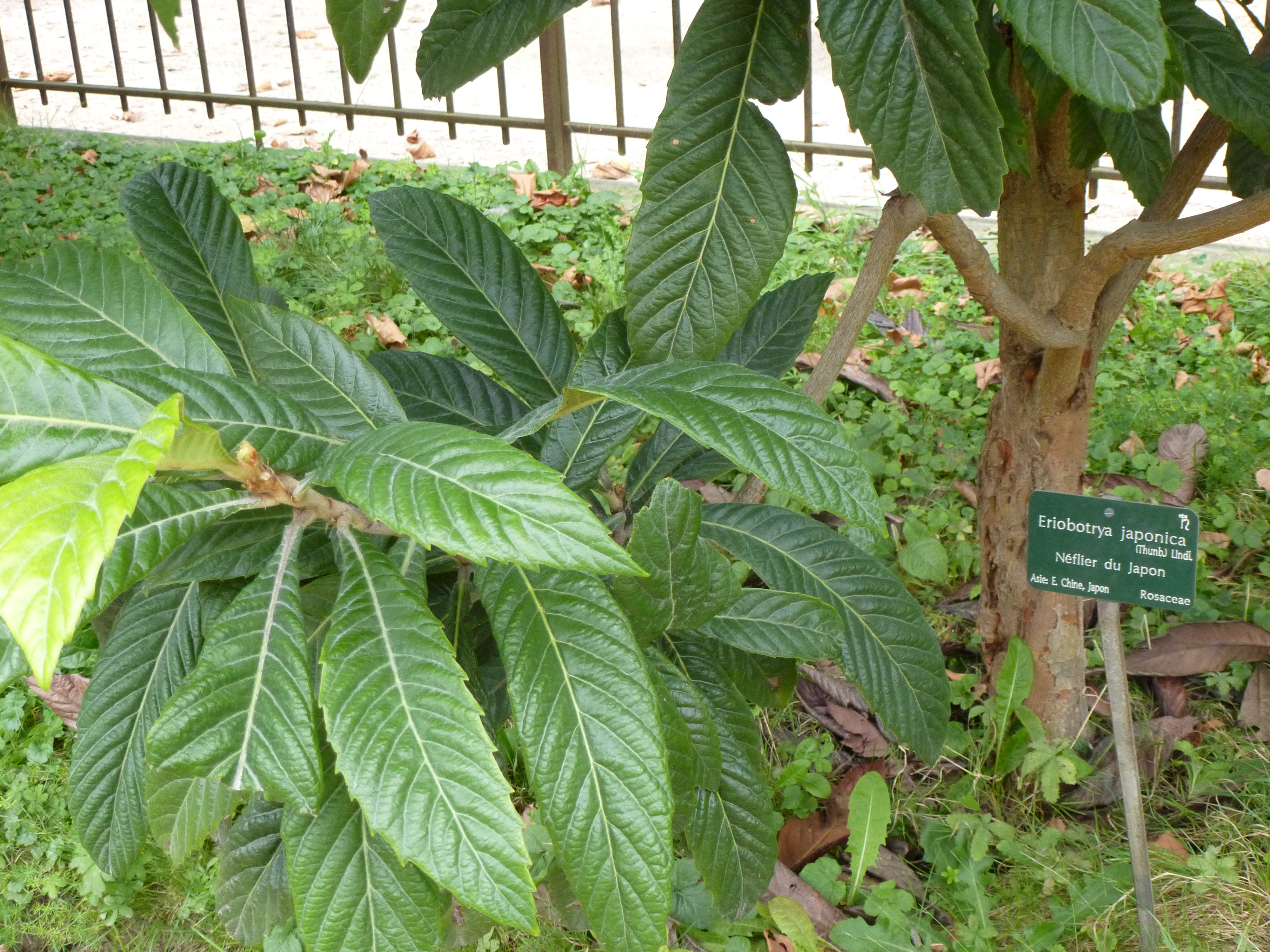
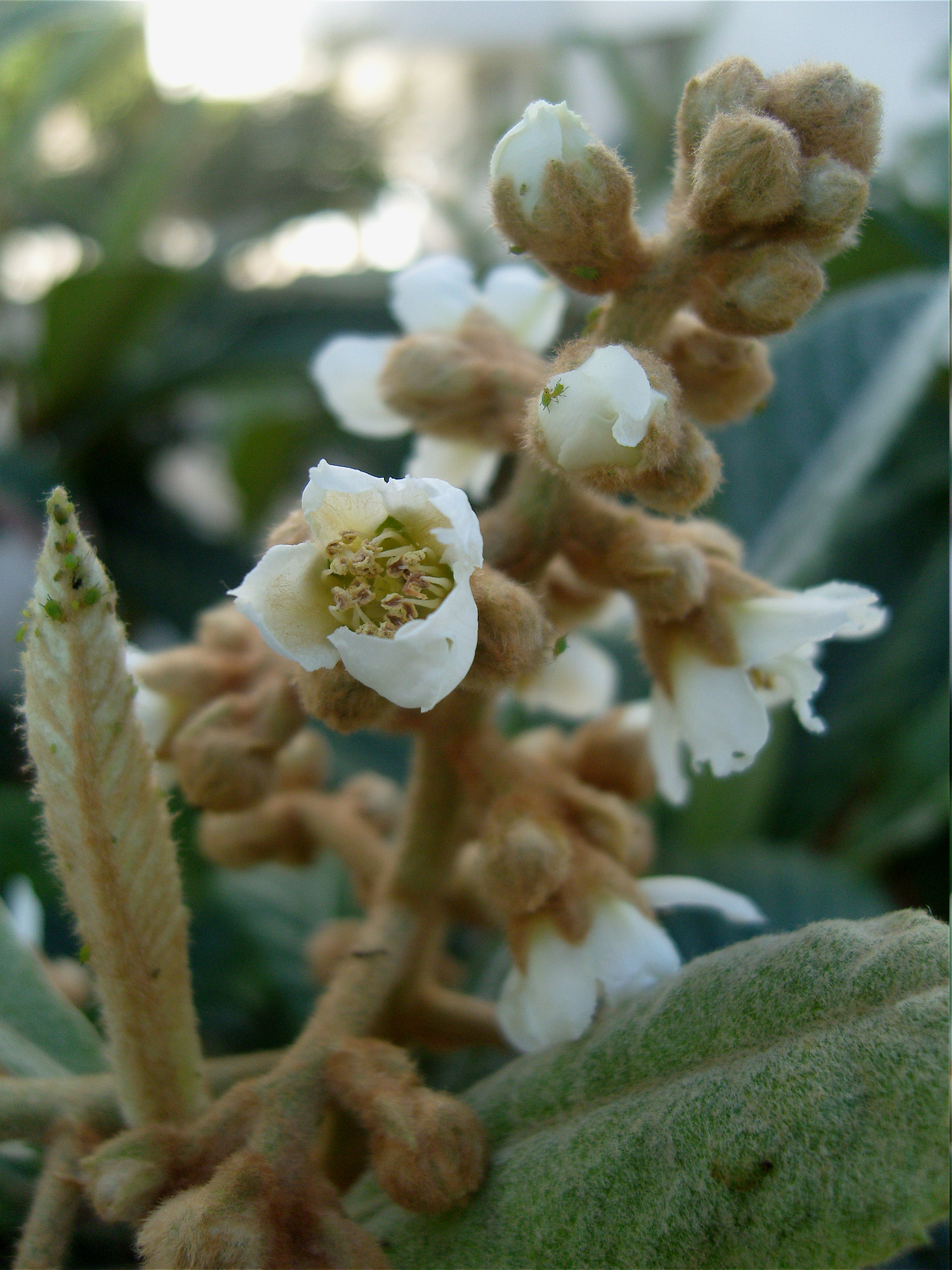
Virágai
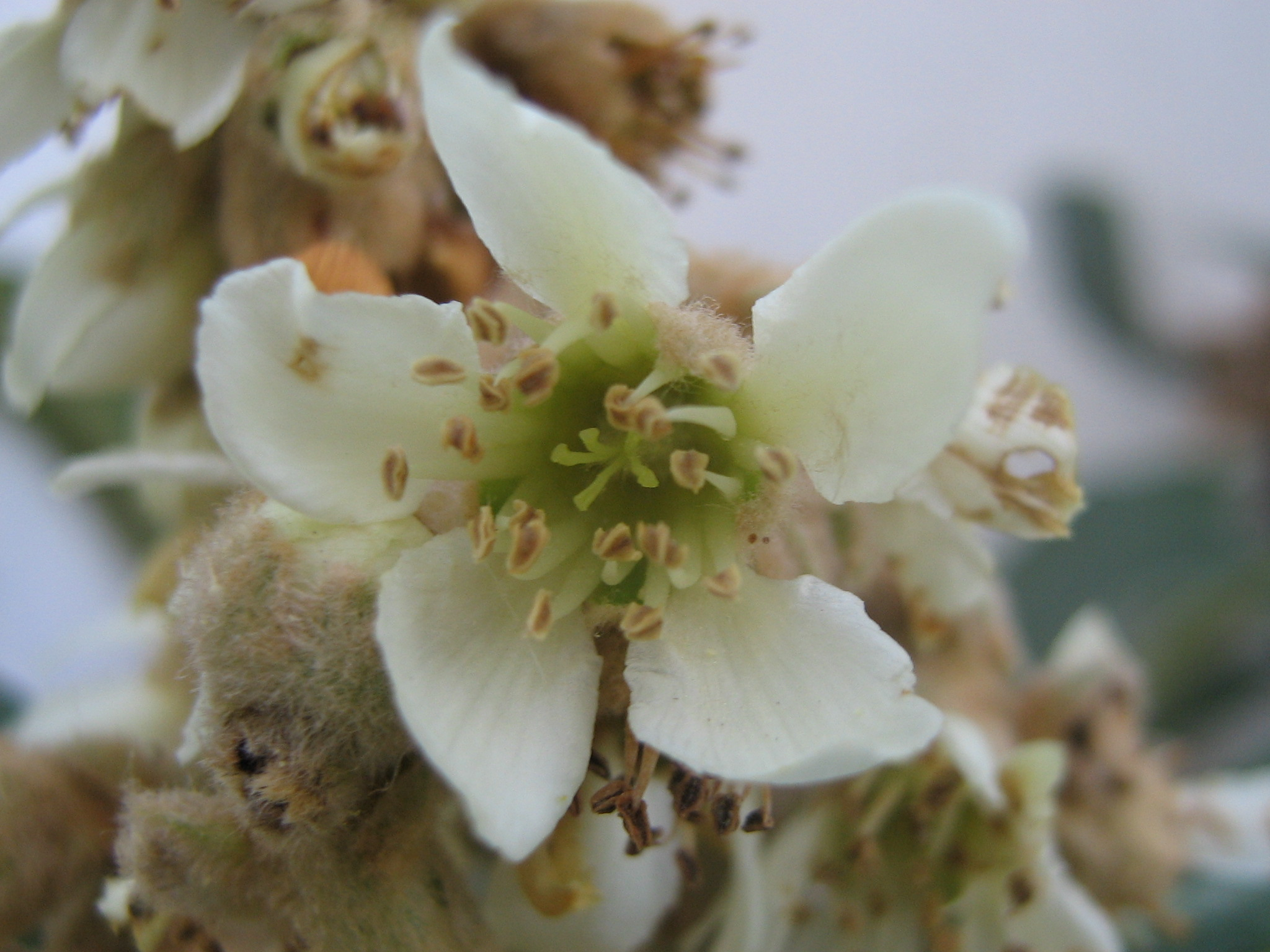
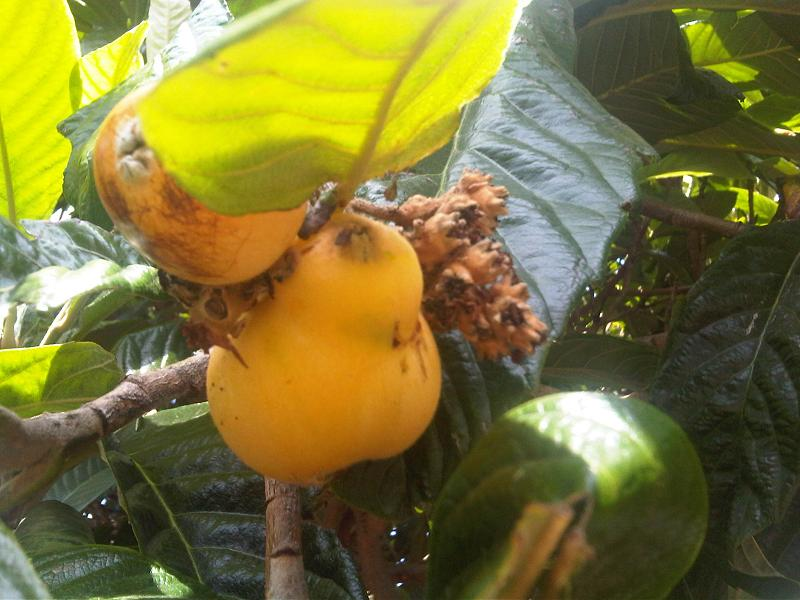
Gyümölcsei

## Fordítás
- Ez a szócikk részben vagy egészben  a   Loquat című angol Wikipédia-szócikk ezen változatának fordításán alapul.  Az eredeti cikk szerkesztőit annak laptörténete sorolja fel. Ez a jelzés csupán a megfogalmazás eredetét és a szerzői jogokat jelzi, nem szolgál a cikkben szereplő információk forrásmegjelöléseként.